# Gabara guarda
Gabara guarda är en fjärilsart som beskrevs av William Schaus 1904. Gabara guarda ingår i släktet Gabara och familjen nattflyn. Inga underarter finns listade i Catalogue of Life.